# Cupa Armeniei
Cupa Armeniei sau Cupa Independenței Armeniei (armeană :Հայաստանի Անկախության Գավաթ) este o cupă de fotbal organizată anual în Armenia. Primul sezon a fost în 1993, când țara era membră a URSS și era turneul de calificare pentru Cupa URSS. Armenia a devenit independentă 1992 și cupa a fost denumită Cupa Independenței.

## Finale
| Anul | Câștigător | Scor      | Finalist      | Stadionul                      | Spectatori |
| 1992 | Banants    | 2–0       | Homenetmen    | Stadionul Hrazdan, Erevan      | 3.347      |
| 1993 | Ararat     | 3–1       | Shirak        | Stadionul Hrazdan, Erevan      | 7.000      |
| 1994 | Ararat     | 1–0       | Shirak        | Stadionul Hrazdan, Erevan      | 10.000     |
| 1995 | Ararat     | 4–2       | Kotayk        | Stadionul Hrazdan, Erevan      | 1.000      |
| 1996 | Pyunik     | 3–2       | Kotayk        | Stadionul Hrazdan, Erevan      | 3.000      |
| 1997 | Ararat     | 1–0       | Pyunik        | Stadionul Hrazdan, Erevan      | 4.500      |
| 1998 | Tsement    | 3–1       | Erevan        | Stadionul Hrazdan, Erevan      | 4.000      |
| 1999 | Tsement    | 3–2       | Shirak        | Stadionul Hrazdan, Erevan      | 4.000      |
| 2000 | Mika       | 2–1       | Zvartnots-AAL | Stadionul Kotayk, Abovyan      | 4.500      |
| 2001 | Mika       | 1 – 1 p   | Ararat        | Stadionul Hanrapetakan, Erevan | 7.500      |
| 2002 | Pyunik     | 2–0       | Zvartnots-AAL | Stadionul Hanrapetakan, Erevan | 8.000      |
| 2003 | Mika       | 1–0       | Banants       | Stadionul Hanrapetakan, Erevan | 5.000      |
| 2004 | Pyunik     | 0 – 0 p   | Banants       | Stadionul Hanrapetakan, Erevan | 10.000     |
| 2005 | Mika       | 2–0       | Kilikia       | Stadionul Hanrapetakan, Erevan | 6.000      |
| 2006 | Mika       | 1–0       | Pyunik        | Stadionul Hanrapetakan, Erevan | 1.400      |
| 2007 | Banants    | 3 – 1 aet | Ararat        | Stadionul Hanrapetakan, Erevan | 6.000      |
| 2008 | Ararat     | 2 – 1 aet | Banants       | Stadionul Arnar, Ijevan        | 3.000      |
| 2009 | Pyunik     | 1–0       | Banants       | Stadionul Hanrapetakan, Erevan | 7.500      |
| 2010 | Pyunik     | 4–0       | Banants       | Stadionul Hanrapetakan, Erevan | 8.000      |
| 2011 | Mika       | 4–1       | Shirak        | Stadionul Hanrapetakan, Erevan | 9.300      |

## Lista câștigătorlor în timpul URSS
- 1939	Dinamo Leninakan
- 1940	Dinamo Erevan
- 1941-44	  nu s-a jucat
- 1945	Dinamo Erevan
- 1946	Dinamo Erevan
- 1947	  nu s-a jucat
- 1948	DO Erevan
- 1949	DO Erevan
- 1950	Krasnoe Znamj Leninakan
- 1951	Krasnoe Znamj Leninakan
- 1952	Stroitel Erevan
- 1953	Himik Kirovokan
- 1954	Himik Kirovokan
- 1955	Krasnoe Znamj Leninakan
- 1956	SKIF Erevan
- 1957	SKIF Erevan
- 1958	Tekstilschik Leninakan
- 1959	Tekstilschik Leninakan
- 1960	Stroitel Erevan
- 1961	Himik Kirovokan
- 1962	Motor Erevan
- 1963	Lernagorz Kafan
- 1964	Aeroflot Erevan
- 1965	Motor Erevan
- 1966	Himik Erevan
- 1967	Elektrotehnik Erevan
- 1968	Araks Erevan
- 1969	Motor Erevan
- 1970	Motor Erevan
- 1971	SKIF Erevan
- 1972	SKIF Erevan
- 1973	Aragac Leninakan
- 1974	SKIF Erevan
- 1975	Kotaik Abovyan
- 1976	Kotaik Abovyan
- 1977	Kotaik Abovyan
- 1978	Kanaz Erevan
- 1979	SKIF Erevan
- 1980	Metroschin Erevan
- 1981	MBVD Erevan
- 1982	Metroschin Erevan
- 1983	SKIF Erevan
- 1984	Motor Erevan
- 1985	Impuls Diligan
- 1986	Schweinik Spitak
- 1987	Iskra Erevan
- 1988	Kumairi Leninakan
- 1989	Almast Erevan
- 1990	  not known
- 1991	  not known

## Performanțe
| Club          | Campion | Finalist |
| Mika          | 6       |          |
| Pyunik        | 5       | 3        |
| Ararat        | 5       | 2        |
| Banants       | 2       | 5        |
| Tsement       | 2       |          |
| Shirak        |         | 4        |
| Kotayk        |         | 2        |
| Zvartnots-AAL |         | 2        |
| Kilikia       |         | 1        |
| Erevan        |         | 1        |

- Homenetmen este fostul nume al echipei Pyunik